# Vegavis
Vegavis ist eine ausgestorbene Gattung früher moderner Vögel (Neornithes), die im Maastricht-Stadium der späten Kreidezeit in der Antarktis lebte. Die einzige bekannte Art der Gattung ist Vegavis iaai, die einer der frühesten oder sogar der früheste bekannte moderne Vogel (Kronengruppe) ist. Ursprünglich als Vertreter der Anseriformes innerhalb der Galloanserae beschrieben, wurde die endgültige taxonomische Position von Vegavis über zwei Jahrzehnte unter Paläontologen diskutiert. 2025 wurde die Beschreibung eines fast vollständigen Schädels, der 2011 entdeckt worden war, veröffentlicht, die die ursprüngliche Klassifizierung stützt.

## Merkmale
Im Schnabel von Vegavis fehlen jegliche Zähne – ein Merkmal moderner Vögel – und der Oberkiefer ist reduziert. Das durch einen Ausguss des Schädelinneren rekonstruierte Gehirn entspricht in seinen Merkmalen ebenfalls dem moderner Vögel.